# Forza Motorsport
Forza Motorsport este un joc video de curse de simulare dezvoltat de Turn 10 Studios și publicat de Microsoft Game Studios pentru sistemul de jocuri video Xbox. Forza Motorsport a fost lansat pe 3 mai 2005 în America de Nord și pe 13 mai 2005 în Europa pe consola Xbox, este primul joc video din (seria Forza). Jocul dispune de peste 200 de mașini și mai multe cursuri de cursa în lumea reală și ficțiune. De asemenea Forza Motorsport se poate conecta la multiplayer pe Xbox Live. Forza Motorsport a primit recunoștință universală în conformitate cu revizuirea site - ului de agregare Metacritic și a obținut premiu de vânzări de aur de la Asociatia Editorilor de Software pentru Divertisment si Leisure (ELSPA), care indică vânzări de cel puțin 200.000 de exemplare în Regatul Unit. Grupul NPD a raportat ca, în luna de lansare, jocul a fost vândut peste 100.000 de exemplare în America de Nord.

## Gameplay
Forza Motorsport este un joc video de simulare cu curse. Jucatorii concurează în evenimente din întreaga lume utilizând mașini de licență reală pe o varietate de cursuri din lumea reală și ficțiune. Aceasta are un mod arcade, însemnând mai mult pentru jocul rapid al curselor și un mod de carieră, care se concentrează pe jocul pe termen lung.
1. ↑  redump.org